# 楊谷寺谷戸横穴群

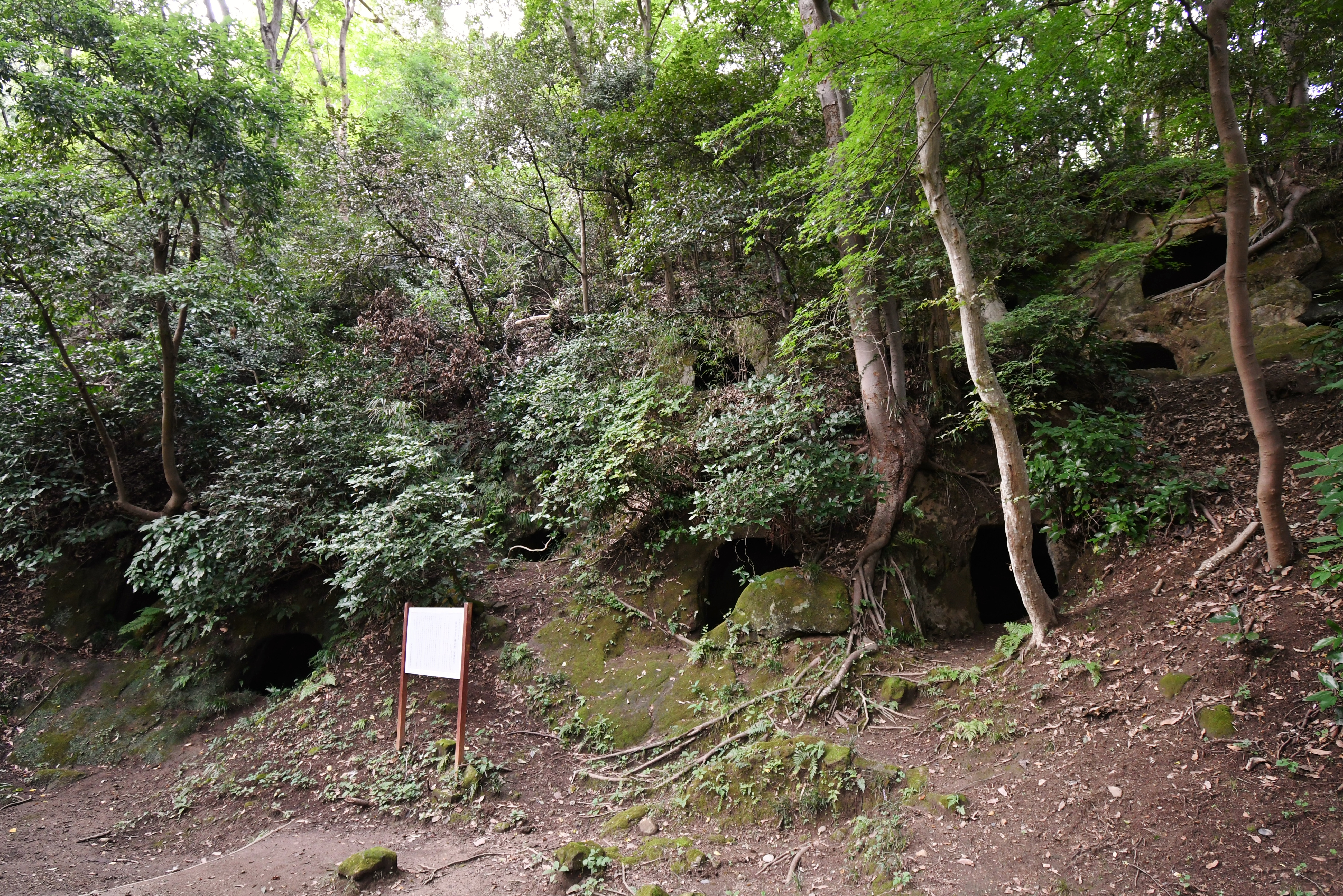
楊谷寺谷戸横穴群 概観手前に下群（下2段）、右上に上群（上2段）。

楊谷寺谷戸横穴群（ようこくじやとおうけつぐん）、または楊谷寺谷戸横穴墓群（ようこくじやとおうけつぼぐん）・楊谷寺谷横穴墓群は、神奈川県中郡大磯町大磯にある横穴墓群。神奈川県指定史跡に指定されている。

## 概要

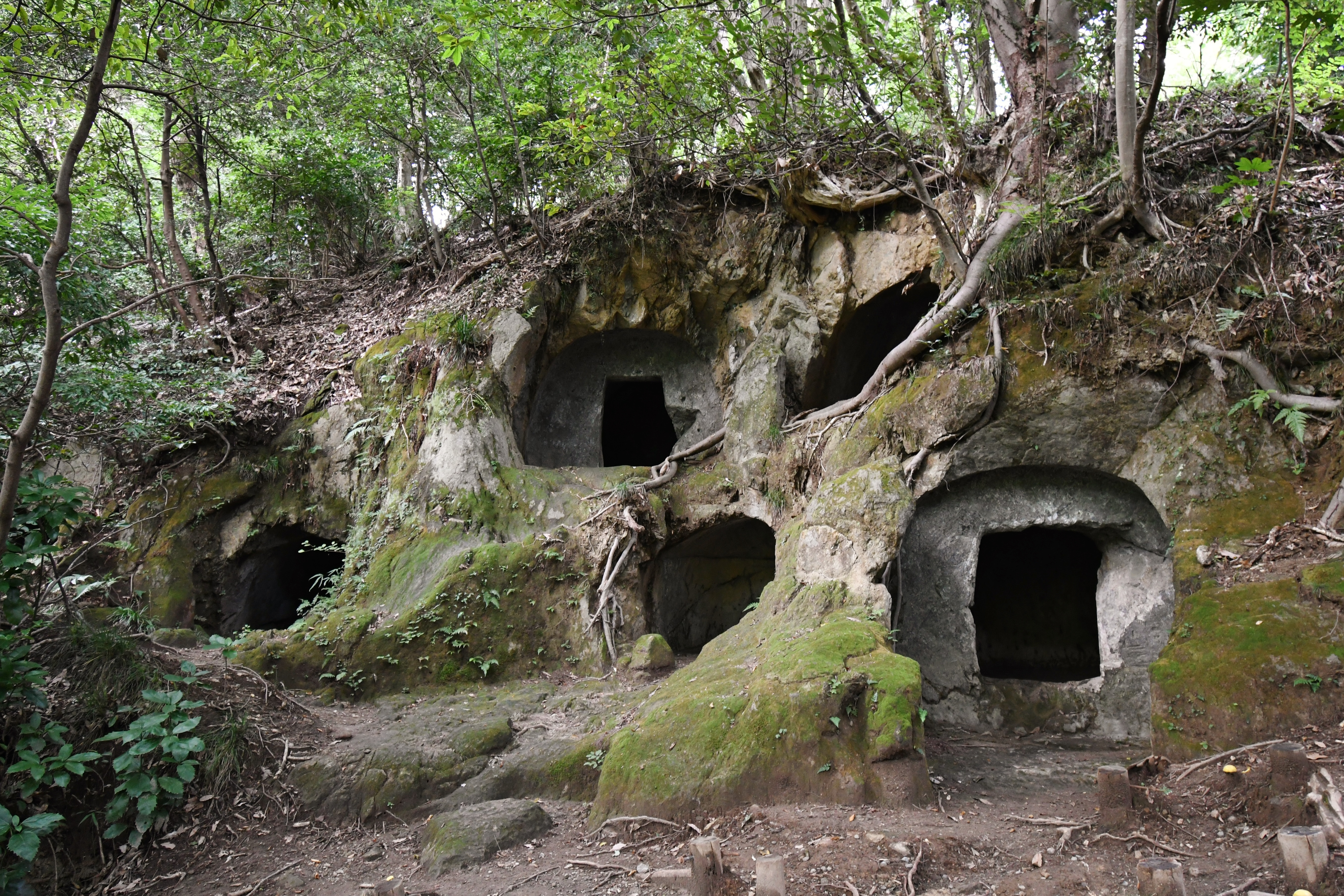
上群

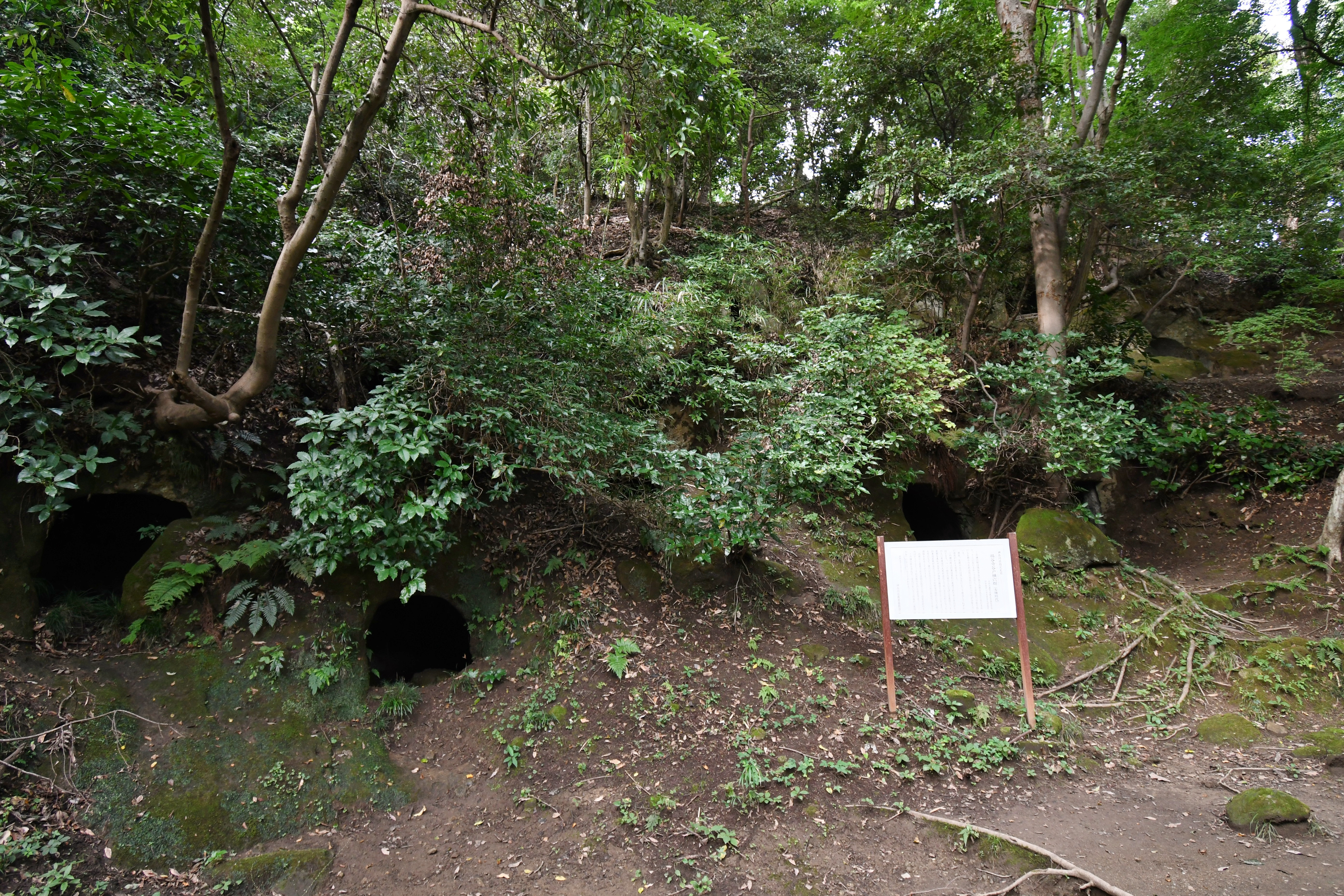
下群

神奈川県南部、全国屈指の横穴墓の密集地域として知られる大磯丘陵の東部、高麗山支谷の丘陵南腹に営造された横穴墓群である。4段にわたり27基が確認されている（7基は土の流入で埋没）。1879年（明治12年）・1962年（昭和37年）に調査が実施されている。
本横穴墓群は、平面方形で切妻造家形天井の11号に始まり、次いで四方の長押の上に寄棟造が退化したドーム形天井の5号、さらに退化したアーチ形断面の筒形天井の4・7号などの順の構築と推測される。いずれも盗掘に遭っているため、断片的な副葬品以外は詳らかでない。研究史上著名かつ大磯丘陵では代表的な横穴墓群であるとともに、様々な内部構造の横穴墓から構成されることから、形態の変遷過程の基準としても重要視される遺跡になる。
遺跡域は1966年（昭和41年）に神奈川県指定史跡に指定されている。

## 遺跡歴
- 1879年（明治12年）、坪井正五郎による調査[4]。
- 1962年（昭和37年）、調査（赤星直忠・大磯町教育委員会、1964年に報告書刊行）[4]。
- 1966年（昭和41年）7月19日、神奈川県指定史跡に指定[5]。

## 主な横穴墓
|      | 開口部 | 内部 |
| ---- | ------ | ---- |
| 11号 |        |      |
| 5号  |        |      |
| 4号  |        |      |
| 7号  |        |      |

## 文化財

### 神奈川県指定文化財
- 史跡
  - 楊谷寺谷戸横穴群 - 1966年（昭和41年）7月19日指定[5]。

## 関連施設
- 大磯町郷土博物館（大磯町西小磯、県立大磯城山公園内） - 楊谷寺谷戸横穴群の出土品等を保管・展示。

## 関連文献
（記事執筆に使用していない関連文献）
- 『神奈川県大磯町の横穴（大磯町文化財調査報告 第1冊）』大磯町教育委員会、1964年。
- 三瓶裕司・柏木善治「楊谷寺谷戸横穴墓群の家形横穴墓の構造 -三次元計測とそれに基づく遡源形態の試論-」『情報考古学』第27巻1・2、日本情報考古学会、2022年、22-35頁。